# Мир вам, браття, всім приносим
Мир вам, браття, всім приносим (Мир вам, братя, всїм приносим) — пісня о. Михайла Вербицького (раніше помилково вважали автором музики Теодора Леонтовича) на слова греко-католицького священика о. Івана Гушалевича, яку Головна Руська Рада визначила гімном Галичини під час «Весни народів» 1848—1849 років.
Епізод, який підштовхнув Івана Гушалевича до написання, вже на схилі віку описав сам автор у спогадах про події 1848 року у Львові. Начебто сонячного та теплого дня 13 березня він вийшов із семінарії з друзями і зустрівся на вулиці з великим натовпом. Люди зібралися, щоб підписати петицію до цісаря Фердинанда в зв’язку з проголошенням Конституції. Семінаристи вислухали промову члена Ставропігійського інституту Кирила Вінковського, в якій йшлося, що на Галицькій землі є народ руський, який має право вживати свою власну мову у навчанні, суді та адміністрації. Однак промова Вінковського не сподобалася присутнім польським студентам, звідусіль посипалися вигуки: «то москаль, то московскій шпигун!» Вуличні суперечки та зіткнення, зокрема між поляками і русинами, мали великий емоційний вплив на юнака-семинариста. Відтак бажаючи полагодженню «спору поміж самими русинами, з одної сторони, а поміж русинами і поляками, з другої», він взявся за написання свого вірша.
Наприкінці квітня 1848 року, саме на Великдень, у Львові було оприлюднено цісарські укази про встановлення Конституції та знесення панщини. З цього приводу та з нагоди іменин цісаря у місті відбувалися урочисті зібрання, тож на одному з них, саме у будинку семінарії, у присутності єпископа Григорія Яхимовича, кількох університетських професорів та урядників краю, семінарист Гушалевич виголосив патріотичну промову та прочитав оте «Мир вам, браття, ми приносим!», чим викликав загальне захоплення і шквал овацій. Студенти того дня в буквальному сенсі носили новоявленого поета по місті на руках. У лічені дні «Мир русинам» став неймовірно популярним.
У 35 томі зібрання творів Івана Франка вміщена його велика стаття "Іван Гушалевич" (с. 7-73), написана після смерті поета. Іван Франко розкриває історію появи найвідомішого твору Гушалевича, що став гімном: "Ми не знаємо, який був щодо часу написання його перший твір, але ім'я Гушалевича вилетіло на Галицьку Русь і ще далі уперве разом із піснею «Мир вам, браття». Ми можемо досить докладно зміркувати, коли була написана ся пісня. Коли правда те, що подає його некролог, що сю пісню співано уперве на семінарськім обході цісарських іменин, тобто дня 7 (по новому стилю 19) мая 1848 р., а в пісні згадано вже про «свободу молодую», тобто правдоподібно про знесення панщини, яке доконано патентом із 16 н. ст. цвітня, то будемо мати означені межі, в яких повстала ся пісня, що сталася в 1848 р. немов девізом русинів, їх національним гімном, здобула собі відразу широку популярність, була навіть окремою карткою видана і роздана в Празі руською делегацією на слов'янський з'їзд іншим представникам слов'янства, присутнім на тім з'їзді".
Архіваріус Теодор Леонтович, обраний у ті дні секретарем Ради, якнайшвидше поклав вірш «Мир русинам» на ноти, тож вже у травні його урочисто співано щоразу по завершенні її засідань. А вже 2 червня, на Слов’янському конгресі у Празі, «Мир русинам» роздрукували й поширили у вигляді листівок та заспівали члени делегації Головної Руської Ради у складі Івана Борисикевича, Григорія Гинилевича та Олекси Заклінського. Так рядки юнацького вірша стали широко і надовго відомими.
Згодом актори театру «Руська Бесіда» постійно завершували співом «Мир вам, браття, всім приносим!» власні вистави. Впродовж багатьох років цей спів лунав на урочистостях як національний гімн галицьких русинів.
Автор музики священик УГКЦ о. Михайло Вербицький є також автором музики до сучасного Державного гімну України "Ще не вмерла Україна".

## Текст

Іван Гушалевич

| Мир вам, браття, всім приносим. Мир — то наших отців знак, Мира з неба всі днесь просим, Чи багатий, чи бідак. Разом руки си подаймо І, як браття, ся любім, Одні другим помагаймо, К спільній меті поспішім! Що ж нам нині на заваді? Все вже зникло, тепер час! Далі й в мирі, далі й в ладі В ім'я Боже, лише враз! Мир вам, мир вам, руські діти, І гаразд вашим хатам! Разом сили сполучіте, Добре, добре буде нам! |